# استین وینتوری

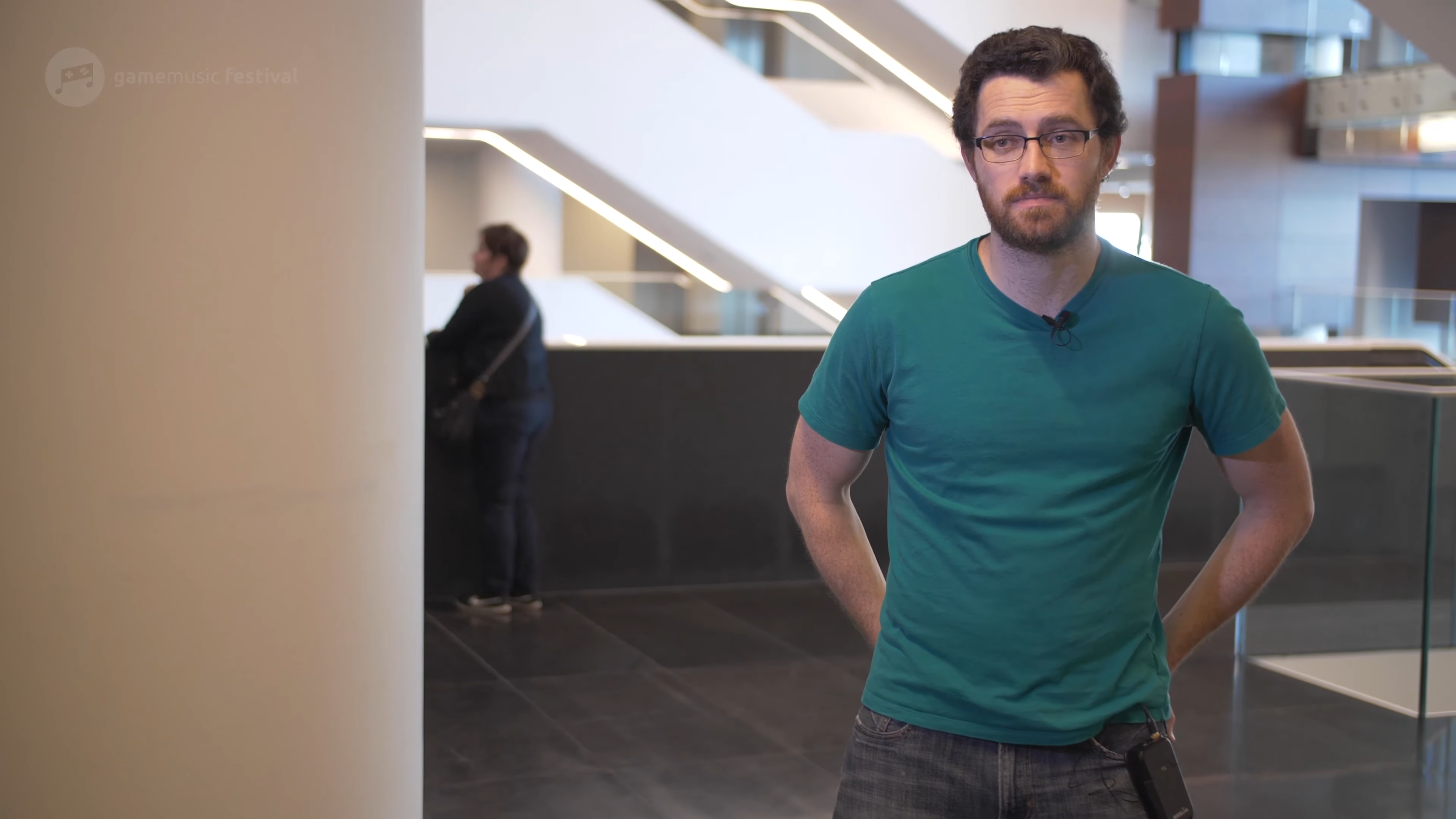
آستین وینتوری در جشنواره موزیکال گیم در سال 2019

استین وینتوری (انگلیسی: Austin Wintory؛ زادهٔ ۹ سپتامبر ۱۹۸۴) موسیقی‌دان اهل ایالات متحده آمریکا است. وی از سال ۲۰۰۲ میلادی تاکنون مشغول فعالیت بوده‌است.